# Storhuvad salangan
Storhuvad salangan (Aerodramus whiteheadi) är en fågel i familjen seglare. Den förekommer mycket lokalt i Filippinerna. Arten är så pass dåligt känd att det inte finns tillräckligt med kunskap för att bedöma dess hotstatus.

## Utseende och läte
Storhuvad salangan är en rätt stor salangan. Den är svår att säkert artbestämma, men verkar storhövdad, med ljusbrun undersida och mörkbrun ovansida med mörk övergump. Stjärten är kluven. Arten liknar filippinsalanganen, men är större och har större huvud. Lätena är okända.

## Utbredning och systematik
Storhuvad salangan förekommer mycket lokalt i Filippinerna. Dess utbredningsområde är dåligt känd och fynden är mycket då. Arten delas in i två underarter, med följande utbredning:
- Aerodramus whiteheadi whiteheadi – förekommer i norra Filippinerna (berget Mount Data på norra Luzon)
- Aerodramus whiteheadi origenis – förekommer i södra Filippinerna (berget Apo på Mindanao)

## Status
Det råder kunskapsbrist om artens utbredningsområde och bestånd, delvis på grund av svårigheten att artbestämma den, även med fågeln i handen. IUCN avstår därför att bedöma dess hotstatus och placerar den i kategorin kunskapsbrist (DD).

## Levnadssätt
Storhuvad salangan är en mycket dåligt känd fågel som setts flyga över bergsskogar.

## Namn
Fågelns vetenskapliga artnamn hedrar John Whitehead (1860-1899), brittisk upptäcktsresande och samlare verksam på Borneo 1885-1888,